# U.S. Highway 28
Der U.S. Highway 28 (kurz US 28) war ein United States Highway in den Vereinigten Staaten. Er verlief in Ost-West-Richtung und befand sich vollständig im Bundesstaat Oregon. Die Endpunkte lagen in Eugene im Westen und in Ontario im Osten.

## Geschichte
Der Highway wurde 1926 eröffnet und verlief von Florence nach Ontario. 1937 wurde das Westende des US 28 von Florence nach Eugene verkürzt. Er wurde 1952 durch den U.S. Highway 26 ersetzt, als der US 26 von Wyoming bis zum Pazifik verlängert wurde. Der Teil des US 28 von Ontario bis Prineville wurde zum US 26. Dieser Highway verlief dann in nordwestlicher Richtung nach Portland und Astoria. Von Prineville bis Eugene wurde der US 28 zum U.S. Highway 126, die heute als Oregon Route 126 geführt wird.

## Verlauf
Der Highway begann an der US 99 in Eugene und führte weiter nach Sisters und Redmond, wo er auf den U.S. Highway 97 traf. Im weiteren Verlauf nach Osten verlief der Highway parallel zur US 395 nach Prineville.
Ab der Kreuzung mit dem Highway 126 folgte der U.S. Highway 28 dem heutigen US 26 und nahm den Ochoco Highway 41 auf, der ebenfalls der OR 126 nach Westen bis zum U.S. Highway 97 in Redmond folgt. Der Ochoco Highway endet an der OR 19 bei Dayville, von wo aus der US 28 dem John Day Highway 5 durch John Day zum US 20 in Vale folgte. Der Rest des US 28 in Oregon überschnitt sich mit dem U.S. Highway 20 auf dem Central Oregon Highway 7 bis zur Staatsgrenze zu Idaho.